# بيل ديويت
بيل ديويت (بالإنجليزية: Bill DeWitt)‏ هو مدرب كرة القاعدة ‏ أمريكي، ولد في 3 أغسطس 1902 في سانت لويس في الولايات المتحدة، وتوفي في 4 مارس 1982.